# Mohammed Dib
Mohammed Dib (arabiska: محمد ديب), född 21 juli 1920 i Tlemcen, död 2 maj 2003 i La Celle-Saint-Cloud, var en algerisk författare som skrev på franska. Han skrev mer än 30 romaner, ett antal noveller, dikter och barnlitteratur. Han är kanske en av Algeriets mest produktiva och välkända författare. Hans verk behandlar 1900-talets algeriska historia, med fokus på Algeriets kamp för självständighet.

## Biografi
Dib föddes i Tlemcen i västra Algeriet, nära gränsen till Marocko. Han växte upp i en familj av medelklass som med tiden drabbades av fattigdom. Dib förlorade sin far vid ung ålder. Vid 15 års ålder började han skriva poesi och vid 18 års ålder arbetade han som lärare i Oujda i Marocko. i tjugo och trettioårsåldern jobbade han som vävare, lärare, bokförare, tolk (för den franska och brittiska armén) och journalist (för tidningar såsom Alger Républicain och Liberté, en tidning knuten till Algeriska kommunistpartiet). Under denna period studerade han även litteratur vid Universitetet i Alger. 1952, två år innan självständighetskriget i Algeriet bryter ut, gifter han sig med en fransk kvinna, går med i Algeriets kommunistparti samt besöker Frankrike. Samma år publiceras hans första roman, La Grande Maison, 1952. 
1959 utvisades han från Algeriet av de franska myndigheterna på grund av hans stöd till Algeriets frihetsrörelse, men också på grund av hans framgång med sina romaner (vilka skildrar det verkliga livet för algerierna i det koloniala Algeriet). Istället för att flytta till Kairo, som många algeriska nationalister gjorde, bestämde han sig för att bosätta sig i Frankrike, där han fick tillåtelse att bosätta sig efter att flera författare (inklusive Camus) talat för hans sak med de franska myndigheterna. Från 1967 bodde han huvudsakligen i La Celle-Saint-Cloud nära Paris.
Mellan åren 1976-1977 var Dib lärare vid University of California, Los Angeles. Han var också professor vid Sorbonne i Paris. Under senare år reste han ofta till Finland, där några av hans senare romaner utspelar sig. Han dog i Celle-Saint-Cloud 2 maj 2003.

## Verk
I sina verk försöker Dib beskriva och berätta, för i huvudsak den franskspråkiga världen, om hur det verkliga algeriska livet ter sig. Den Algeriska revolutionen (1954-1962) lade grunden för hans författande och gjorde honom angelägen att få omvärlden att fokusera på Algeriets kamp för självständighet.
På svenska finns han representerad i antologin Arabiska berättare (översättning: Ingvar Rydberg, Gidlund, 1980) och med dikter i tidskriften Artes, 1984: nr 1.

### Romaner
Hans romandebut, La grande maison (1952) var den första delen i Algeriettrilogin där han beskriver det koloniserade Algeriet och den växande politiska medvetenheten. Den handlar om en stor algerisk familj. Romanens huvudperson, Omar, är en ung pojke som växer upp i fattigdom i Algeriet strax innan andra världskriget bryter ut. Trilogin är skriven i en realistisk stil liknande den som Emile Zola använde. Andra delen, L'Incendie (1954) vilken publicerades samma år som Algeriets självständighetskrig startade, handlar om Omars liv under andra världskriget. Sista delen av trilogin, Le Métier à tisser (1957) beskriver Omars vuxna liv som arbetare i Algeriet. Trilogin var delvis självbiografisk.
Hans senare verk har inte alltid samma realistiska utformning som hans tidiga romaner, ofta tillkommer här surrealistiska element. Han använde sig av Science fiction i Qui se souvient de la mer (1962) och av vers i sin sista roman L.A. Trip (2003).
Mellan åren 1985 och 1994 skrev han fyra delvis självbiografiska romaner om en Nordafrikansk man som besöker ett nordiskt land och har en relation samt ett barn med en kvinna i detta land. Den sista romanen i denna serie handlar om hur detta barn besöker sin fars hemland. Dib översatte även ett antal finska böcker till franska.